# NWA United States Junior Heavyweight Championship (Mid-America version)
L'NWA United States Junior Heavyweight Championship (Mid-America version), è stato un titolo di wrestling promosso dalla NWA Mid-America, territorio della National Wrestling Alliance (NWA) attivo tra Tennessee e Kentucky.
Il titolo fu attivo dal 1959 al 1974, quando smise di essere promosso ed è considerato disattivato.

## Storia
Il titolo fa parte di una serie di riconoscimenti con lo stesso nome promossi dai territori della NWA. La NWA Mid-America fu probabilmente la prima federazione a proporne una propria versione, che fungeva da alloro secondario per la categoria di peso, dietro al NWA World Junior Heavyweight Championship, che invece era universalmente riconosciuto in tutti i territori della National Wrestling Alliance.  
Il titolo fu attivo a più riprese nel corso degli anni '60, con l'ultima difesa documentata che è datata 1974, anno nel quale per convenzione si ritiene il titolo disattivato.  

## Albo d'oro
| Legenda  |                                                                               |
| -------- | ----------------------------------------------------------------------------- |
| #        | Indica il numero del regno titolato                                           |
| Regno    | Viene indicato il numero del regno del campione                               |
| Data     | La data in cui il titolo è stato vinto                                        |
| Località | Indica il luogo in cui il titolo è stato vinto                                |
| Note     | Indica notizie particolari riguardanti i cambi di titolo o altre informazioni |

| #                          | Campione        | Regno | Data              | Giorni | Località               | Evento     | Note | Fonti |
| -------------------------- | --------------- | ----- | ----------------- | ------ | ---------------------- | ---------- | --- | ----- |
| 1                          | Jesse James     | 1     | febbraio 1959     | --     | --                     | --         | James iniziò ad essere promosso come detentore del nuovo titolo al suo arrivo nel territorio.                                 |       |
| Storia del titolo non nota |                 |       |                   |        |                        |            | |       |
| 2                          | Yoshinosato     | 1     | febbraio 1962     | --     | --                     | --         | |       |
| Storia del titolo non nota |                 |       |                   |        |                        |            | |       |
| 3                          | Johnny Walker   | 1     | maggio 1967       | --     | --                     | --         | Walker è annunciato come vincitore di un torneo, ma non è noto se il titolo fosse vacante.                                    |       |
| 4                          | Kenny Mack      | 1     | 14 giugno 1967    | 14     | Kingsport, Tennessee   | House show | |       |
| 5                          | Johnny Walker   | 2     | 28 giugno 1967    | --     | Kingsport, Tennessee   | House show | |       |
| Storia del titolo non nota |                 |       |                   |        |                        |            | |       |
| 6                          | Johnny Walker   | 3     | febbraio 1970     | --     | Hawaii                 | House show | Walker sconfisse Johnny Valentine per il titolo, ma non è chiaro se quest'ultimo fosse campione o se il titolo fosse vacante. |       |
| 7                          | Bobby Hart      | 1     | 27 maggio 1970    | 62     | Nashville, Tennessee   | House show | |       |
| 8                          | Johnny Walker   | 4     | 28 luglio 1970    | --     | Louisville, Kentucky   | House show | |       |
| —                          | Vacante         | —     | 1970              | —      | —                      | —          | Il titolo fu reso vacante per motivi non noti.                                                                                |       |
| 9                          | Don Greene      | 1     | 14 settembre 1970 | --     | Memphis, Tennessee     | House show | In un torneo per riassegnare il titolo vacante, sconfiggendo in finale Dennis Hall.                                           |       |
| 10                         | Johnny Walker   | 5     | settembre 1970    | --     | --                     | House show | |       |
| 11                         | Bobby Hart      | 2     | 25 novembre 1970  | --     | Nashville, Tennessee   | House show | |       |
| Storia del titolo non nota |                 |       |                   |        |                        |            | |       |
| 12                         | Don Greene      | 2     | marzo 1971        | --     | --                     | House show | |       |
| Storia del titolo non nota |                 |       |                   |        |                        |            | |       |
| 13                         | Len Rossi       | 1     | febbraio 1972     | --     | --                     | House show | |       |
| Storia del titolo non nota |                 |       |                   |        |                        |            | |       |
| 14                         | Tony Charles    | 1     | maggio 1972       | --     | --                     | House show | |       |
| Storia del titolo non nota |                 |       |                   |        |                        |            | |       |
| 15                         | Don Greene      | 3     | agosto 1972       | --     | --                     | House show | |       |
| 16                         | Johnny Walker   | 6     | ottobre 1972      | --     | --                     | House show | |       |
| 17                         | Don Greene      | 4     | 17 ottobre 1972   | 279    | Memphis, Tennessee     | House show | |       |
| 18                         | Lorenzo Parente | 1     | 23 luglio 1973    | --     | Memphis, Tennessee     | House show | |       |
| 19                         | Don Greene      | 5     | luglio 1973       | --     | --                     | House show | |       |
| 20                         | Lorenzo Parente | 2     | 1 agosto 1973     | --     | Nashville, Tennessee   | House show | |       |
| Storia del titolo non nota |                 |       |                   |        |                        |            | |       |
| 21                         | Don Greene      | 6     | ottobre 1973      | --     | --                     | House show | |       |
| 22                         | Intern #1       | 1     | 25 ottobre 1973   | --     | Chattanooga, Tennessee | House show | |       |
| 23                         | Don Greene      | 7     | dicembre 1973     | --     | --                     | House show | |       |
| 24                         | Ali Baba        | 1     | 11 marzo 1974     | --     | Birmingham, Alabama    | House show | |       |
| 25                         | Don Greene      | 8     | marzo 1974        | --     | Birmingham, Alabama    | House show | |       |
| 26                         | Ali Baba        | 2     | 21 marzo 1974     | 20     | Florence, Alabama      | House show | Il cambio di titolo fu ripetuto il 27 marzo a Nashville.                                                                      |       |
| 27                         | Steve Kovac     | 1     | 10 aprile 1974    | 24     | Nashville, Tennessee   | House show | |       |
| 28                         | Jerry Lawler    | 1     | 4 maggio 1974     | --     | Chattanooga, Tennessee | House show | |       |
| Storia del titolo non nota |                 |       |                   |        |                        |            | |       |
| 29                         | Don Greene      | 9     | giugno 1974       | --     | --                     | House show | |       |
| —                          | Disattivato     | —     | 1974              | —      | —                      | —          | Il titolo smise di essere promosso ed è considerato disattivato.                                                              |       |